# Helle Thorning-Schmidt
Helle Thorning-Schmidt (phát âm tiếng Đan Mạch: [ˈhɛlə ˈtoɐ̯neŋ ˈsmed]; sinh ngày 14.12.1966) là nữ chính trị gia Đan Mạch, hiện là người lãnh đạo Đảng Dân chủ Xã hội. Bà đã làm nghị sĩ đại diện cho Đan Mạch ở Nghị viện châu Âu từ năm 1999 tới 2004, trước khi được bầu vào Quốc hội Đan Mạch năm 2005.
Bà thay thế Mogens Lykketoft, người đã từ chức lãnh đạo đảng khi thua phe liên minh của thủ tướng đang cầm Anders Fogh Rasmussen trong cuộc bầu cử Quốc hội Đan Mạch năm 2005. Bà lãnh đạo đảng của mình trong cuộc bầu cử Quốc hội năm 2007, nhưng không đạt được đa số ở Quốc hội. Vì là người lãnh đạo đảng đối lập lớn nhất ở Đan Mạch nên bà có thể được coi là lãnh tụ của phe đối lập.
Trong cuộc bầu cử Quốc hội Đan Mạch ngày 15.9.2011, phe đối lập của bà đã thắng phe liên minh của thủ tướng đương nhiệm Lars Løkke Rasmussen và bà được chỉ định làm thủ tướng Đan Mạch trong tương lai, đây là nữ thủ tướng đầu tiên của Đan Mạch.

## Thời trẻ
Helle Thorning-Schmidt sinh tại Rødovre năm 1966, là con của Holger – giảng viên toán học và kinh tế học ở Đại học Copenhagen - và Grete Thorning-Schmidt. Bà tốt nghiệp "Trường trung học Ishøj" năm 1985. Bà gia nhập đảng Dân chủ Xã hội Đan Mạch năm 1993. Bà học bậc đại học ở Đại học Copenhagen và đậu bằng "kandidat" (tương đương thạc sĩ) khoa học chính trị năm 1994; sau đó bà sang Bỉ học châu Âu học ở College of Europe tại Bruges và cũng đậu bằng thạc sĩ.
Từ năm 1994 tới 1997 bà lãnh đạo ban thư ký của phái đoàn nghị sĩ Dân chủ Xã hội của Đan Mạch tại Nghị viện châu Âu. Sau đó bà làm cố vấn quốc tế cho Liên hiệp Công đoàn Đan Mạch (Landsorganisationen i Danmark, gồm 18 Công đoàn) một thời gian trước khi trúng cử nghị sĩ Nghị viện châu Âu năm 1999.

## Nghị sĩ Nghị viện châu Âu 1999-2004
Trong cuộc bầu cử nghị sĩ vào Nghị viện châu Âu năm 1999 ở Đan Mạch, Helle Thorning-Schmidt được đưa ra làm ứng cử viên số 6 trong danh sách của Đảng Dân chủ Xã hội và đoạt được 22.890 phiếu cá nhân, nhiều hơn ứng cử viên John Iversen 38 phiếu, đủ để thắng cử ở vị trí thứ 3 và chót của Đảng Dân chủ Xã hội, trở thành nghị sĩ Nghị viện châu Âu.
Trong thời gian hoạt động ở Nghị viện châu Âu, bà được các báo lá cải gán cho biệt danh "Gucci-Helle", do bà thường mang theo túi xách da của hãng Gucci nổi tiếng. Theo một bài trên báo Berlingske Tidende thì chính các chính trị gia của Đảng Dân chủ Xã hội Đan Mạch Ritt Bjerregaard và Freddy Blak đã nghĩ ra biệt danh này.. Sau đó thì chủ yếu là các chính khách đối lập sử dụng biệt danh trên. Trong nhiệm kỳ 5 năm ở Nghị viện châu Âu, bà là thành viên trong "Ủy ban Xã hội và Việc làm" cùng "Ủy ban Hiến pháp" của Nghị viện châu Âu. Bà là người đồng sáng lập Chiến dịch cải cách Nghị viện châu Âu.

## Dân biểu Quốc hội Đan Mạch
Trong cuộc bầu cử Quốc hội Đan Mạch năm 2005, Thorning-Schmidt đã được bầu vào Quốc hội Đan Mạch. Từ năm 2005 bà đại diện cho khu vực bầu cử của phần phía đông thành phố Copenhagen gọi là "Østerbrokredsen" (khu bầu cử Østerbro).

### Lãnh đạo phe đối lập
Sau khi Đảng Dân chủ Xã hội bị thất bại trong cuộc Bầu cử Quốc hội Đan Mạch năm 2005, bị mất 5 ghế và không giành lại được đa số đã bị mất trong cuộc bầu cử Quốc hội năm 2001, thì cựu Bộ trưởng Tài chính và là lãnh đạo Đảng Dân chủ lúc đó là Mogens Lykketoft đã từ chức lãnh đạo đảng, nhận trách nhiệm về kết quả bầu cử tệ hại đó. Trong cuộc bầu người lãnh đạo mới cho đảng Dân chủ Xã hội ngày 12.4.2005 sau đó, Thorning-Schmidt đã đánh bại ứng cử viên Frank Jensen, một người hơi khuynh tả.
Trong cuộc bầu cử Quốc hội Đan Mạch năm 2007, Đảng Dân chủ Xã hội dưới sự lãnh đạo của bà cũng không giành lại được đa số và đành buộc phải ở cương vị phe đối lập trong nhiệm kỳ thứ ba. Đảng của bà cũng không đoạt lại được cương vị là đảng lớn nhất trong Quốc hội.
Bà chống việc trưng cầu dân ý về Hiệp ước Lisbon. Trong đợt tranh cử năm 2007, bà đã hứa nới lỏng các hạn chế đối với các người xin tỵ nạn và người nhập cư. Bà cũng chống đối việc giảm thuế do Anders Fogh Rasmussen chủ trương, thay vào đó bà muốn có tiền để dùng cho an sinh xã hội. Bà cũng chủ trương đấu tranh chống sự gia tăng chênh lệch giàu nghèo trong xã hội, và chống lại tình trạng ấm lên toàn cầu bằng cách gia tăng việc sử dụng năng lượng tái tạo ở Đan Mạch lên 45% từ năm 2025.
Dù đảng Dân chủ Xã hội lại mất 2 ghế trong cuộc bầu cử Quốc hội năm 2007 (chỉ còn 45 ghế), nhưng cương vị lãnh đạo của bà không bị đặt thành vấn đề. Theo cuộc thăm dò ý kiến của cơ quan Gallup trong tháng 6 năm 2008, phe đối lập trung tả được 49.8% so với 49.6% của phe trung hữu cầm quyền. Như vậy phe đối lập trung tả sẽ chiếm được 88 ghế, trở thành phe đa số, không kể đến các ghế của quần đảo Faroe và đảo Greenland. Từ cuối năm 2009 phe đối lập đều ở vị trí đa số trong các cuộc thăm dò ý kiến; theo cuộc thăm dò ý kiến tháng 1 năm 2011 thì phe đối lập dẫn trước chính phủ liên hiệp của thủ tướng Lars Løkke Rasmussen 5 tới 7 điểm và Đảng Dân chủ Xã hội Đan Mạch dẫn trước đảng Venstre (đảng Tự do) đang cầm quyền từ 7 tới 10 điểm, sẽ khiến Đảng Dân chủ Xã hội trở thành đảng lớn nhất trong Quốc hội Đan Mạch.
Cả Margrethe Vestager, người lãnh đạo Đảng Cánh Tả Cấp tiến (det Radikale Venstre) và Villy Søvndal, người lãnh đạo Đảng Nhân dân Xã hội (Socialistisk Folkeparti) đều cam kết ủng hộ Thorning-Schmidt lên làm thủ tướng nếu phe đối lập chiếm được đa số trong Quốc hội. Ngay từ cuộc Bầu cử Quốc hội Đan Mạch năm 2007, Helle Thorning-Schmidt đã dự kiến thành lập một chính phủ liên hiệp trung tả gồm Đảng của bà với Đảng Nhân dân Xã hội và Đảng Cánh Tả Cấp tiến, với sự ủng hộ của một đảng nhỏ trong Quốc hội là đảng Enhedlisten nếu các đảng trên đạt được đa số trong cuộc bầu cử Quốc hội Đan Mạch năm 2011.

## Bầu cử Quốc hội năm 2011
Trong cuộc Bầu cử Quốc hội Đan Mạch ngày 15.9.2011, phe đối lập của bà đoạt được 50,3% phiếu bầu và chiếm được 89 ghế, còn phe liên minh của thủ tướng đương nhiệm Lars Løkke Rasmussen chiếm được 86 ghế. Tính thêm 2 ghế của đảo Greenland và 1 ghế của Quần đảo Faroe dành cho phe đối lập, thì phe bà chiếm được 92 ghế, còn phe của thủ tướng đương nhiệm 87 ghế (thêm 1 ghế của quần đảo Faroe). Như vậy - dù đảng Dân chủ Xã hội của bà không đoạt được nhiều phiếu như đảng Venstre - nhưng vì là lãnh tụ của phe đối lập và đảng lớn thứ nhì trong Quốc hội, nên theo luật, bà được chỉ định làm thủ tướng Đan Mạch thay thế thủ tướng Lars Løkke Rasmussen. Đây là nữ thủ tướng đầu tiên của Đan Mạch.

## Đời tư
Helle Thorning-Schmidt kết hôn với Stephen Kinnock, chính trị tra người Xứ Wales, do đó bà là con dâu của Lord Kinnock, cựu lãnh đạo Đảng Lao động Anh và nữ bá tước Glenys Kinnock. Họ có hai người con.

## Vụ việc gây tranh cãi
Cơ quan thuế vụ và Cảnh sát Đan Mạch đã điều tra một vụ cáo buộc là Kinnock (chồng bà) đã phạm tội trốn lậu thuế vì đã khai là mình không cư trú thường xuyên ở Đan Mạch nên không là đối tượng bị đánh thuế ở Đan Mạch, trong lúc đó Thorning-Schmidt khai trong đơn xin đặc miễn cho Kinnock được đứng tên đồng sở hữu ngôi nhà của gia đình ở khu phố Kartoffelrækkerne tại quận Østerbro (Copenhagen), rằng: chồng bà cư trú ở Đan Mạch "mỗi cuối tuần từ thứ Sáu tới thứ Hai". Thorning-Schmidt bị gán cho "lỗi cẩu thả lớn" không nhất quán. Tuy nhiên ngày 16.9.2010, Cơ quan Thuế vụ Đan Mạch đã tuyên bố cặp vợ chồng này vô tội và cuộc điều tra về trốn lậu thuế được bãi bỏ. Sau kết luận nói trên của Cơ quan Thuế vụ, Đảng Dân chủ Xã hội đã lấy lại được sự ủng hộ đã bị suy giảm khi chồng bà bị điều tra.